# Arts-Loi (métro de Bruxelles)
Arts-Loi (en néerlandais : Kunst-Wet) est une station des lignes 1, 2, 5 et 6 du métro de Bruxelles située à Bruxelles, sur la commune de Bruxelles-ville.

## Situation
La station se trouve sous le carrefour entre la rue de la Loi et l’avenue des Arts qui fait partie de la Petite ceinture.
Elle est située :
- Entre les stations Parc et Maelbeek sur les lignes 1 et 5 ;
- Entre les stations Trône et Madou sur les lignes 2 et 6.

À l’instar des stations Beekkant et Gare de l'Ouest, la station Arts-Loi est une station de correspondance entre les lignes 1, 2, 5 et 6.

## Histoire
La station a été inaugurée sous le nom Arts/Kunst le 17 décembre 1969 et faisait partie de la première ligne du prémétro de Bruxelles. Celle-ci reliait Schuman dans le quartier européen avec le centre de la ville. Le 20 décembre 1970, la deuxième ligne de prémétro a été inaugurée entre Madou et la Porte de Namur, et croisait la première à Arts-Loi. La transformation de la ligne 1 en vrai métro date a été inaugurée, le 20 septembre 1976 et celle de la ligne 2, le 2 octobre 1988.
Entre 2011 et 2015, la station a fait l'objet d'une rénovation ayant conduit à sa mise en accessibilité via l'implantation de quatre ascenseurs dont trois reliant la surface : étanchéification, espaces plus ouverts et lumineux, mobilier renouvelé, etc..

## Service aux voyageurs

### Accès
La station compte six accès :
- Accès no 1 : rue de la Loi, côté sud ;
- Accès no 2 : rue de la Loi, côté nord ;
- Accès no 3 : avenue des Arts, côté nord-est (complété par un ascenseur) ;
- Accès no 4 : boulevard du Régent, côté sud-est (complété par un ascenseur) ;
- Accès no 5 : avenue des Arts, au nord de l'accès no 3 ;
- Accès no 6 : boulevard du Régent, au sud de l'accès no 4 (complété par un ascenseur à proximité).

### Quais
Les quais des lignes 2 et 6 se trouvent directement en dessous de la rue, au même niveau que le hall de la station. Les voies des lignes 1 et 5 se trouvent un étage plus bas. Entre chacun des quatre quais, une liaison est présente grâce à laquelle un passage rapide est possible. Le perron occidental des lignes 2 et 6 (direction Gare du Midi) est muni, au sud, d’une sortie directe vers la Petite ceinture (entre la chaussée principale et une chaussée latérale de circulation locale).

### Intermodalité
La station n'offre aucune correspondance avec les lignes de bus ou de tramway.

## À proximité
- Plusieurs ambassades, dont celle des États-Unis ;
- Palais de la Nation où siège le parlement fédéral ;
- Cabinet de plusieurs ministres dont celui du premier ministre (16, rue de la Loi) ;
- Parc de Bruxelles.

## Œuvres d'art
Comme beaucoup de stations de métro de Bruxelles, elle contient aussi deux œuvres d'art :
- Isjtar, 1980, bas-relief en bois laqué de Gilbert Decock, composé de 5 panneaux couvrant un tympan de 14 mètres de large au-dessus des voies, et de deux panneaux sur les quais[3].

« L'opposition cercle-carré est comparable à l'opposition masculin-féminin, jour-nuit ou encore Yin-Yang. Bien haut au-dessus des voies, de la rame de métro qui fonce et des gens qui se dépêchent, ce bas-relief supporté par deux motifs de cercles sur les parois latérales des quais, apparaît comme un arc de triomphe, d'où son nom d'Isjtar. »

— Gilbert Decock
- Ortem, 1976, céramique murale émaillée de Jean Rets[3],[4]
- Lors de l'ouverture de la station rénovée en 2015, des portraits réalisés par Jeroen De Vlaminck des ouvriers ayant participé à la rénovation ont été accrochés à différents endroits.